# 柘林古文化遗址
柘林古文化遗址，位于上海市奉贤区柘林镇冯桥村小学西的新开河两岸，沪杭公路以南。

## 概述
1969年至1970年期间，奉贤盐场冯桥大队开挖东西河道时，六队、八队先后采集到10余件石器和陶器，由盐场李永满上交上海博物馆。前后计有长方形穿孔石斧1件、石嗾4件、有段石锛3件、石矛1件、石刀1件、石镰1件、陶纺轮1件、陶网坠1件及新石器晚期至明代的历朝陶器残片20余片。遗址东西长100米，南北宽70米。为良渚文化遗址。1977年12月7日，被列为上海市文物保护单位。